# Mudhaffar-moskee
De Mudhaffar-moskee (Arabisch: جامع ومدرسة المظفر) is een moskee die zich bevindt zich in het centrum van het oude gedeelte van de stad Ta'izz, Jemen. De moskee, gebouwd in de dertiende eeuw, maakt deel uit van het oudste functionerende openbare badhuis in Jemen. Het is een van de twee prachtige moskeeën in Jemen. Het is een van de grootste moskeeën van de oude stad en veel inwoners wonen daar het vrijdaggebed (Jumu'ah) bij.
De moskee was ook de thuisbasis van een madrassa (islamitische school) die veel islamitische geleerden opleidde. Bezoekers uit landelijke gebieden reisden vaak om de baden van de moskee te gebruiken, hetzij voor genezing of als ritueel voor een bruiloft.